# Sturisomatichthys tamanae
Sturisomatichthys tamanae es una especie de peces de la familia Loricariidae en el orden de los Siluriformes.

## Morfología
Los machos pueden llegar alcanzar los 22,5 cm de longitud total.

## Hábitat y distribución geográfica
Es un pez de agua dulce y de clima tropical. Se encuentran en Sudamérica:  cuenca del río San Juan, en Colombia.